# Dreieckrechner
Der Dreieckrechner oder Knemeyer ist ein Instrument zur Berechnung des Winddreiecks.

## Aufbau und Funktionsweise
Es handelt sich um eine Rechenscheibe mit zwei Seiten, die Dreieckberechnungen nach dem Sinussatz ermöglicht.

## Geschichte
Er wurde 1936 von Siegfried Knemeyer erfunden und bis zum Ende des Zweiten Weltkrieges durch die Luftstreitkräfte der deutschen Wehrmacht als Navigationshilfe eingesetzt.
Das erste Baumuster DR 2 wurde ab 1937 durch die Firma Dennert & Pape hergestellt.

## Variationen
Der Dreieckrechner wurde in 3 bekannten Baumustern hergestellt. Diese wurden als DR 2, DR 3 und DR 4 bezeichnet.
Über die Existenz eines Modells DR 1 ist nichts bekannt, es gibt jedoch Vermutungen, dass es sich dabei um einen Prototyp handelte.
Das Baumuster DR 2 wurde, soweit bekannt, von Juni 1936 bis November 1942 hergestellt und ist 153 mm breit und 13 mm hoch.
DR 3 wurde vernietet und nicht verschraubt und wurde in zwei Versionen mit fluoreszierendem als auch nicht fluoreszierendem Material hergestellt. Das älteste bekannte Exemplar wurde im April 1943 produziert.
Die Version DR 4 wurde im November 1944 eingeführt. Es war das erste neue Baumuster, bei dem eine wesentliche Änderung der Bedienung und Funktionalität erfolgte. Durch die Einführung eines weiteren Rechenschiebers war es möglich, neben dem Winddreieck auch die Abdrift zu berechnen.